# Aram Karamanoukian
Aram Karamanoukian (en arménien : Արամ Գարամանուկեան), né le 29 mai 1909 à Aintab (Empire ottoman) et mort le 23 décembre 1996 à Fort Lee (États-Unis), est un lieutenant-général de l'armée syrienne. Il est membre du parlement syrien. Il est l'auteur de plusieurs livres. Pour son travail en tant qu'universitaire et militaire, Aram Karamanoukian reçoît des médailles de l'Égypte, de l'Arménie, du Liban, de la Syrie et de la France.

## Biographie
Aram Karamanoukian naît en mai 1910 à Aintab (aujourd'hui Gaziantep), dans l'Empire ottoman, de son père Hagop (Effendi) Karamanoukian, un avocat, et de sa mère Mariam Leylekian. Pendant le génocide arménien, les arméniens d'Aintab sont déportés et Aram Karamanoukian, ainsi que sa famille, sont conduits dans le désert syrien où ils arrivent à Hama et s'installent finalement à Alep, en Syrie ottomane,,. Il  étudie à Atenagan et au lycée haigazien d'Alep, où il obtient son diplôme en 1923. Mettant de côté ses études pendant quelques années, il devient brièvement dentiste en 1924. Par la suite, il reprend ses études au Collège des Frères Maristes d'Alep,.
Par la suite, en 1932, Aram Karamanoukian entre à l'Académie militaire syrienne de Damas et se spécialise dans l'artillerie. Après avoir été diplômé de l'académie en 1934, il est transféré en France à l'École de l'artillerie où il reçoit une formation supplémentaire de 1938 à 1939,. Il poursuit ses études à l'École spéciale militaire de Saint-Cyr, dont il sort en 1945 avec le grade d'officier,.
De retour en Syrie, Aram Karamanoukian est admis dans l'armée syrienne nouvellement formée et est chargé de diverses fonctions. Il participe à la première guerre israélo-arabe sur le front de Qouneitra en tant que chef du régiment d'artillerie syrien,,. De 1949 à 1957, il devient le commandant en chef de l'artillerie de l'armée syrienne. À ce poste, il est promu au rang de lieutenant-général en 1956. Il est transféré à Washington où il sert en tant qu'attaché militaire à l'ambassade de Syrie. Après avoir passé un an à l'étranger, il prend sa retraite de l'armée en 1958 et entre dans le service public. La même année, il épouse Hasmig Meghrigian, une arméno-américains de New York.
Il est devient membre du Parlement en 1961 en tant qu'indépendant représentant Alep,. Au cours de sa brève carrière politique, il est élu membre de la Commission de la défense nationale. Toutefois, en raison de l'instabilité croissante dans le pays, il se retire de la sphère politique en 1964 pour poursuivre ses études.
En 1964, Aram Karamanoukian retourne à l'activité universitaire. Il suit des cours de droit à l'Université Saint-Joseph de Beyrouth et obtient un diplôme de droit. Il est ensuite accepté à la Sorbonne à Paris. Il y poursuit ses études de doctorat et obtient finalement un diplôme de LLD en 1972. Sa thèse porte sur le service militaire et les étrangers, avec un accent particulier sur la Légion arménienne française,.
Il devient citoyen américain en 1990. Il est ensuite récompensé par la New Jersey Association for Lifetime Learning en tant qu'Outstanding Adult Learner du comté de Bergen pour l'année scolaire 1989-1990.
Pendant la guerre du Haut-Karabakh, il visite plusieurs fronts de bataille. Il se réjouit particulièrement de la victoire arménienne à la bataille de Kalbajar. Dans les derniers mois de sa vie, Aram Karamanoukian fait le tour du monde et rend visite à ses amis et à sa famille en Syrie, en Arménie, en France et au Liban. Après son retour aux États-Unis, il tombe gravement malade et meurt à Fort Lee, dans le New Jersey, le 23 décembre 1996,. Conformément à sa volonté, ses cendres sont transférées à Alep et en Arménie. En Arménie, une partie de ses cendres sont inhumées à côté de son frère Levon à Erevan. À Alep, le reste est placé dans une église arménienne locale. De nombreux hauts fonctionnaires et dignitaires assistent à ses funérailles.

## Décorations
Aram Karamanoukian a reçu des médailles de l'Égypte, de l'Arménie, du Liban, de la Syrie et de la France. Parmi ses récompenses et décorations, on peut citer,,, :
- Médaille des Chevaliers de Cilicie (Arménie)
- Médaille Nerses Shnorali (Arménie)
- Croix de guerre (France)
- Officier de la Légion d'honneur (France)
- Ordre du Mérite (Liban)
- Médaille de la guerre de Palestine (Syrie)
- Ordre du Mérite civil (Syrie)
- Ordre du mérite militaire (Syrie)

## Publications
- La Double Nationalité et le service militaire (1974)
- Les Étrangers et le service militaire (1978)